# Площадь Первой Хунты
Площадь Первой Хунты (исп. Plaza Primera Junta) — небольшая площадь в городе Буэнос-Айрес, расположенная в районе Кабальито. Она служит местом соединения между метро, несколькими маршрутами автобусов и железнодорожной станцией линии Сармьенто, а также является центром коммерции, весь окружающий район известен как «Примера Хунта (Primera Junta)».

## Особенности
Площадь представляет собой прямоугольник, который создан пересечением улицы Росарио с проспектом Авенида Ривадавия, одного из самых важных проспектов в Буэнос-Айресе, похожего на Таймс-сквер в Нью-Йорке.

## История
В конце XIX века площадь была известна как Пасео-Ривадавия, но муниципалитет переименовал её в площадь Первой Хунты, открыв 25 мая 1908 года. В честь столетия майской революции был реализован план по размещению статуй членов Первого правительства страны в разных местах Буэнос-Айреса.
На площади Первой Хунты была установлена статуя Мигеля де Аскуэнага, одного из членов правящего совета 1810 года и памятник был открыт 31 декабря 1910 года. Четыре года спустя была открыта станция метро Примера Хунта, подземной линии англо-аргентинской компании (теперь линия А), которая предложила перенести статую с ее первоначального места на углу улицы Рохас западнее. Кроме того, трамвайная компания построила переход, который соединяет станцию метро с поверхностью, позволяя продолжить вход в метро до улицы Лакарра.
10 ноября 1969 года была открыта стела с двумя памятными досками: «La Porteña» (первым локомотивом Западной железной дороги, который прибыл в Кабаллито в 1857 году) и «La Pulpería» (в магазине, украшенном лошадиным флюгером, который дал свое название всей окрестности), посмертные работы скульптора Луиса Перлотти.
В 1976 году здесь появилась книжная ярмарка, которая все еще работает. В 2006 году площадь была реставрирована.

## Галерея

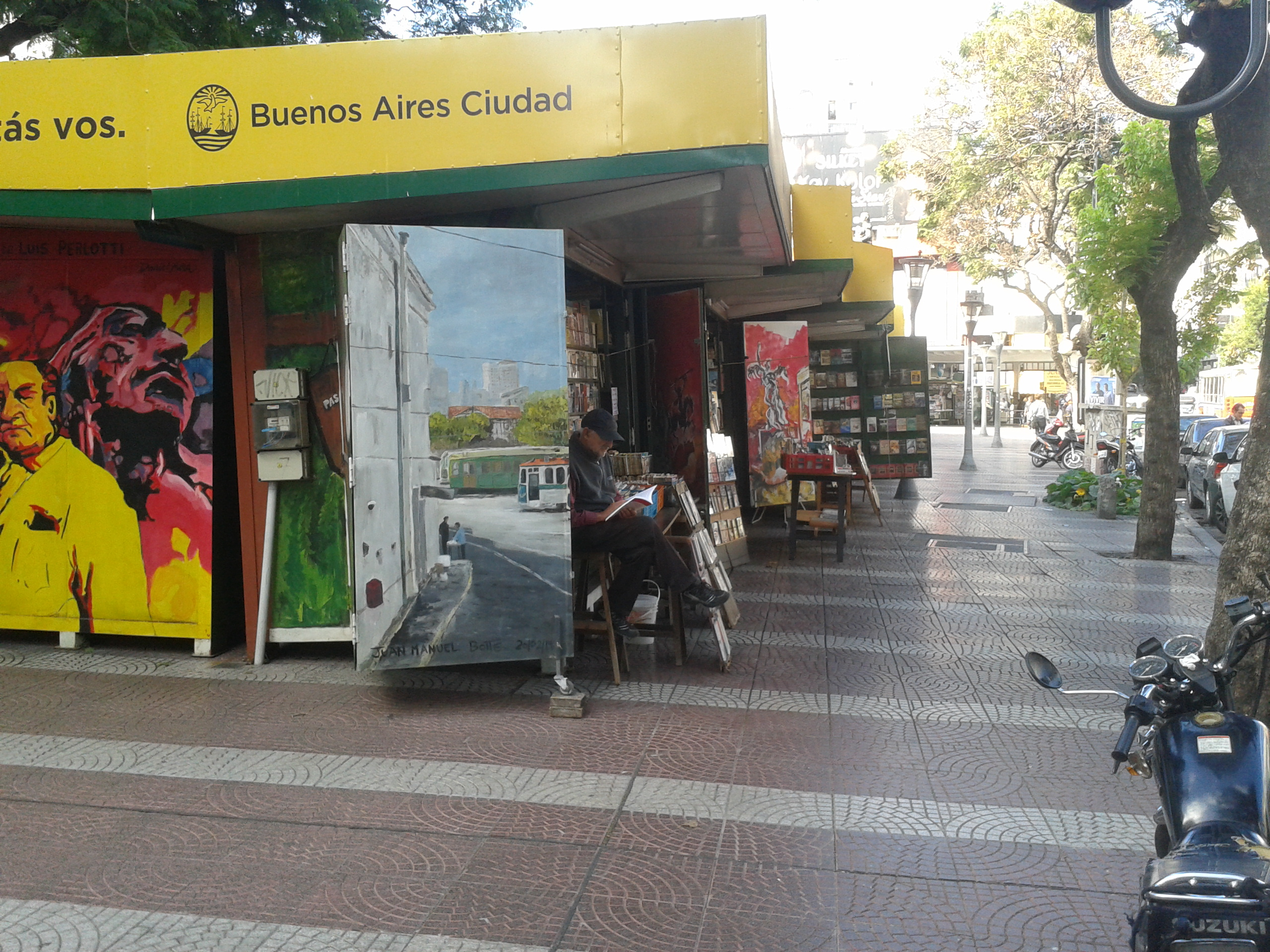
Торговые ряды
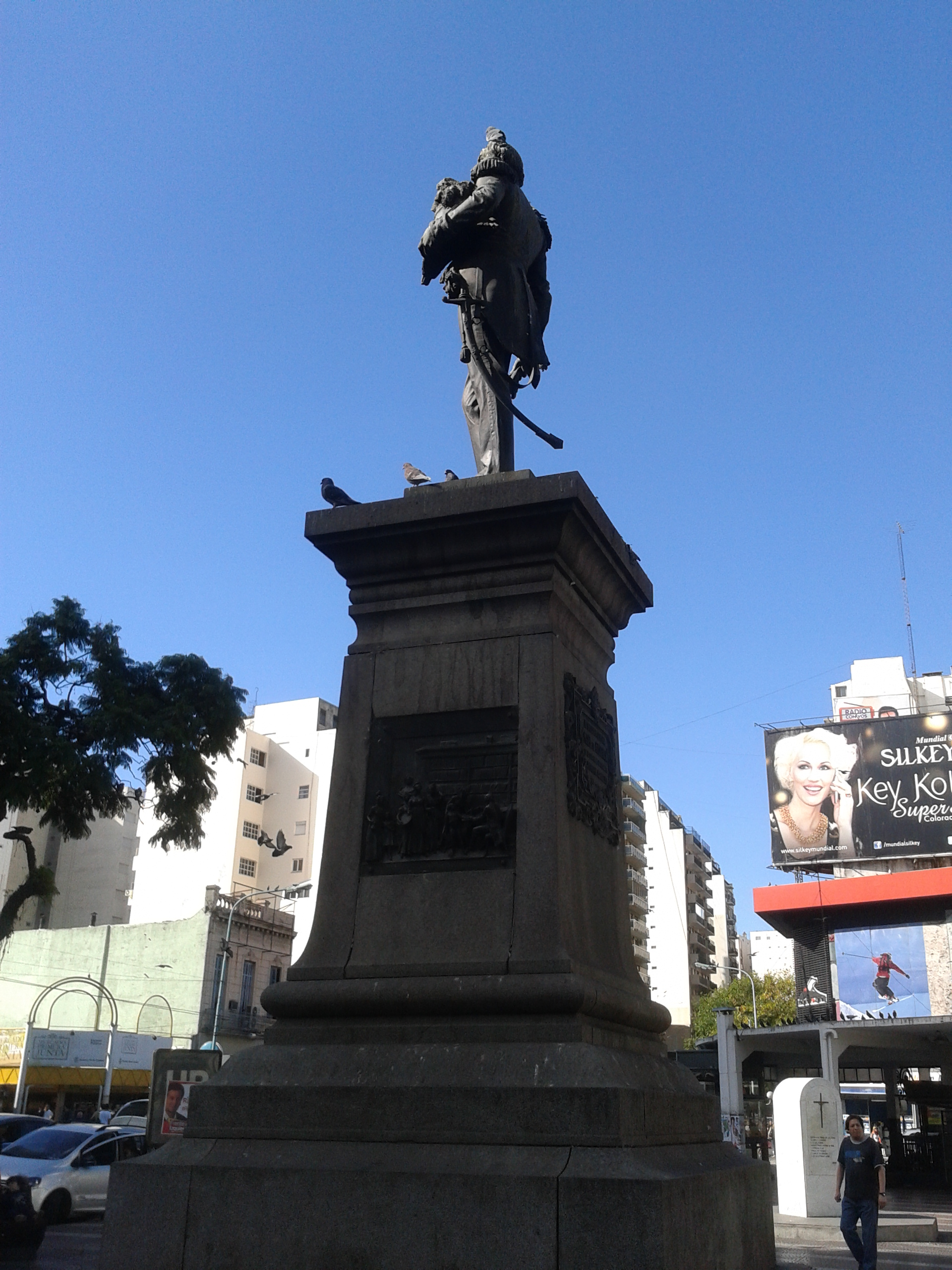
Памятник Мигелю Аскуэнага
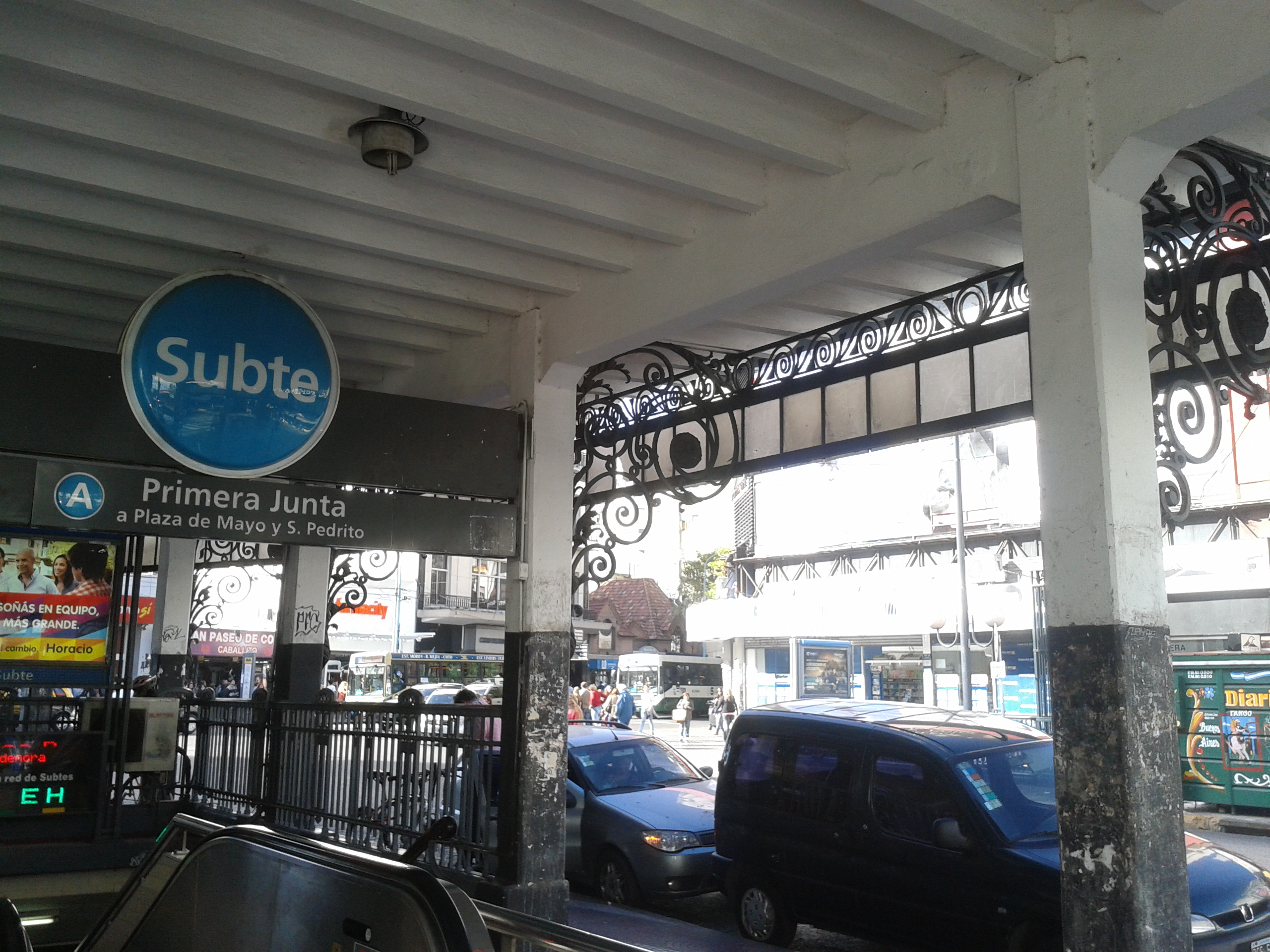
Вход в метро